# 根本健一
根本 健一（ねもと けんいち、1968年2月19日 - ）は、日本のミュージシャン。東京都大田区出身。『KEN』名義で活動。愛称は『ネモケン』。SAのベースを担当。
メインで使用しているベースは、LAUGHIN' NOSEのPONから譲り受けた、リッケンバッカーの1976 Rickenbacker 4001。

## 人物・経歴
祖母の影響で、8歳から藤本流の三味線を始め、高校入学前には名取りになる。中学1年の年末に、80'YMOのワールドツアー凱旋ライブを観て、シンセサイザーを始める。
1988年、19歳の時にThe Pepper Boysで、ソニー・ミュージックレコーズよりデビュー。その後、1992年にDOG FIGHTで、ポニーキャニオンよりデビュー。
1997年頃からFEEL、森岡賢、ソフトバレエ、ENDS、高橋克典、篠原りか、等のサポートでツアーやレコーディングに参加。その傍ら、BLue-B、wyse、CLOUD等ビジュアル系バンドのアルバム、シングルをサウンドプロデュース、楽曲も提供。
Say a little prayer、S.D.B.B等の制作ディレクターも務める。
2001年10月1日から2002年3月25日に日本テレビで放送されたテレビアニメ作品『旋風の用心棒』のエンディングテーマのアレンジを担当。
その他、ホンダ・インテグラのCM音楽制作などを行う。
2002年から、パンクバンドSAにベーシストとして参加。
平行してKimeru、田村直美、タツマキ、渡瀬マキ、久宝留理子、喜多村英梨等のツアーサポートやレコーディングに参加。 CM、ゲーム、映画、ドラマ等の音楽制作に携わる。